# خودکفایی

فرمول خودکفایی (از راست به چپ بخوانید)

خودکفایی (به انگلیسی: Self-sufficiency)، به حالتی اشاره دارد که در آن اجبار به هیچ کمک خارجی، حمایت، یا تعاملی برای بقا نیاز نباشد؛ بنابراین خودکفایی نوعی از خودمختاری شخصی یا جمعی است. در مقیاس بزرگ، به حالت اقتصادی کاملاً خودکفا که با جهان خارج تجارتی ندارد، خودبسندگی گفته می‌شود.
شیوه‌هایی که خودکفایی را ممکن می‌سازد یا بدان کمک می‌کند شامل ساختمان خودگردان، کشت پایا، کشاورزی پایدار، یا انرژی تجدیدپذیر است.

## نظریه‌های خودکفایی اقتصادی
خودکفایی به عنوان یک هدف، در زمان مرکانتالیست‌ها در سده‌های ۱۷ و ۱۸ میلادی مورد توجه بود و با ظهور علم اقتصاد و پیدایش اقتصاد دانان کلاسیک، به حاشیه رفت. کسانی چون ریکاردو اثبات کردند که تجارت و دادوستد باعث افزایش رفاه برای هر دو سو خواهد شد. موضوع جالب این بود که آن‌ها نشان دادند حتی اگر در کشوری امکان تولید ارزان‌تر همهٔ کالاها نسبت به کشور دیگری وجود داشته باشد، باز هم همچنان امکان رسیدن به رفاه بیش‌تر برای آن‌ها ممکن است.
هرچند خودکفایی معمولاً به میزان تولید داخلی وابسته است، اما بر پایهٔ برخی نظریات، علاوه بر آن، به قابلیت و توانایی کشور در واردات محصولات راهبردی در شرایط مطلوب اقتصادی نیز وابسته است. بنابه باور شماری از کارشناسان در بی‌بی‌سی فارسی، حداقل در خصوص برخی «کالاهای استراتژیک»، رسیدن به خودکفایی و قطع وابستگی به دیگران اهمیت بسیاری دارد و اقتدار ملی را برای آن کشور به ارمغان می‌آورد.